# Пластунівка (Білокуракинський район)
Пластунівка — колишнє село в Україні; підпорядковувалось Олександропільській сільській раді Білокуракинського району Луганської області.
Розміщувалось 4 км південніше адміністративного центру сільської ради села Олександропіль на відстані 17 км від районного центру, смт Білокуракине, та 123 км від обласного центру, міста Луганськ.
Виключене з облікових даних 26 січня 2006 року рішенням Луганської обласної ради.